# Wydundra clifton
Wydundra clifton là một loài nhện trong họ Gnaphosidae.
Loài này thuộc chi Wydundra. Wydundra clifton được Norman I. Platnick & Barbara Baehr miêu tả năm 2006.